# Марі Ленорман
Марі́я А́нна Аделаїда Ленорма́н (фр. Marie-Anne-Adélaïde Lenormand; 27 травня 1772 — 23 червня 1843) — французька віщунка і ворожка.
Народилася в сім'ї простого торговця тканинами в невеликому містечку поблизу Парижа — Алансоні. Подейкують, що дівчина народилася вже із зубами в роті, чорним волоссям і однією ногою меншою за іншу. Дівчина змалку вчилася ворожіння, оскільки звичайні діти насміхалися над нею через вроджену ваду ходьби. Марія швидко навчилася ворожити, адже ходила до старої циганки по сусідству, що займалася ворожінням, від неї вона і отримала свою першу, але вже стареньку колоду карт Таро. Перелякана мати відправила дочку до жіночого монастиря, щоб там монашки наставили її на вірний шлях.
Після справджених пророкувань смерті Жана-Поля Марата, Робесп'єра і Сен-Жуста, Ленорман стали називати «Чорною Марією».